# Wanda Truszczyńska
Wanda Truszczyńska (ur. 7 lipca 1899 w Wielkim Leźnie, zm. 9 maja 1987 w Brodnicy) – polska nauczycielka.

## Życiorys
Córka Teofila i Marii z Aszbergerów. W 1917 ukończyła Miejską Szkołę Żeńską w Brodnicy, a następnie kontynuowała naukę w Wyższym Liceum w Grudziądzu. W 1920 zdała maturę, rok później uzyskała kwalifikacje do nauczania w szkołach średnich. Początkowo nauczała w Gimnazjum Żeńskim, od 1924 przez rok w Szkole Powszechnej im. Karola Marcinkowskiego w Grudziądzu. Następnie od 1925 do 1931 pracowała w Szkole Wydziałowej Żeńskiej w Brodnicy, od 1929 do 1931 studiowała język francuski na Wydziale Humanistycznym  Université de Grenoble Faculté des Lettres. Po powrocie do kraju podjęła pracę w Publicznej Szkole Powszechnej nr 2 w Brodnicy i nauczała tam do wybuchu II wojny światowej. 10 kwietnia 1940 została aresztowana przez gestapo i 17 kwietnia 1940 uwięziona w obozie koncentracyjnym w Ravensbrück, gdzie przebywała do 2 lutego 1942. Po powrocie do Brodnicy pracowała jako pomoc biurowa w urzędzie gminy Brodnica-Wieś, od 1943 uczestniczyła w tajnym nauczaniu. Po zakończeniu wojny nauczała języka francuskiego i niemieckiego w Państwowym Liceum i Gimnazjum w Brodnicy, następnie w I Liceum Ogólnokształcącym. 31 sierpnia 1968 przeszła na emeryturę, zmarła w 1987 i została pochowana na miejscowym cmentarzu parafialnym. Należała do Związku Nauczycielstwa Polskiego.
Odznaczona Złotym Krzyżem Zasługi.